# Yvan Louis Gérard
Yvan Louis Gérard, belgijski general, * 1889, † 1967.